# Superbird (satélite)
Superbird é uma série de satélites de comunicações que foram operados inicialmente pela Space Communications Corporation. Em 2008 a SKY Perfect JSAT Corporation adquiriu a Space Communications Corporation e passou a operar seus satélites que ainda estavam ativos.

## Satélites
| Satélite     | Fabricante                          | Data do lançamento      | Veículo de lançamento | Estado                | Nota                                                    |
| ------------ | ----------------------------------- | ----------------------- | --------------------- | --------------------- | ------------------------------------------------------- |
| Superbird A  | Space Systems/Loral                 | 5 de junho de 1989      | Ariane 44L            | Inativo               | [ 1 ]                                                   |
| Superbird A1 | Space Systems/Loral                 | 1 de dezembro de 1992   | Ariane 42P            | Inativo               | [ 1 ]                                                   |
| Superbird A2 | Hughes                              | 16 de abril de 2004     | Atlas-2AS             | Falhou em órbita      | Também conhecido por Superbird 6                        |
| Superbird B  | Space Systems/Loral                 | 22 de fevereiro de 1990 | Ariane 44L            | Lançamento fracassado | [ 1 ]                                                   |
| Superbird B1 | Space Systems/Loral                 | 26 de fevereiro de 1992 | Ariane 44L            | Inativo               | [ 1 ]                                                   |
| Superbird B2 | Hughes                              | 18 de fevereiro de 2000 | Ariane 44L            | Ativo                 | Também conhecido por Superbird 4                        |
| Superbird C  | Hughes                              | 28 de julho de 1997     | Atlas-2AS             | Ativo                 | Também conhecido por Superbird 3                        |
| Superbird C2 | Mitsubishi Electric                 | 16 de abril de 2004     | Atlas-2AS             | Ativo                 | Também conhecido por Superbird 7                        |
| Superbird D  | Lockheed Martin                     | 6 de outubro de 2000    | Ariane 42L            | Ativo                 | Também conhecido por JCSAT-110, Superbird 5 e N-SAT 110 |
| Superbird B3 | NEC Corporation Mitsubishi Electric | 5 de abril de 2018      | Ariane 5 ECA          | Ativo                 | Também conhecido por Superbird 8, DSN 1 e Kirameki 1    |